# Vig Festival
Vig Festival er en festival, der afholdes i Vig i Odsherred hvert år, i anden uge af skolernes ferie. Arrangørerne satser hovedsageligt på at lokke hele familien med til festivalen, hvorfor udbuddet af musik hovedsageligt er dansk. Til tider er topnavnene dog udenlandske f.eks. Status Quo (2005), Beth Hart (2006+2017) og Shakin' Stevens (2007)
Festivalen startede i 1996 og har i dag ca. 21.000 deltagere (inklusive ca. 2.700 frivillige medhjælpere). Vig Festival er en forening og al overskud går til de lokale foreninger som står bag festivalen.
Kunstnere der har optrådt på Vig festival: 
- Christopher
- Lukas Graham
- Magtens Korridorer
- Benjamin Hav
- Stine Bramsen
- Malte Ebert
- Gulddreng
- Medina
- Burhan G
- Birthe kjær
- Rasmus Seebach
- Mads Langer
- Aqua
- Infernal
- D-A-D
- Beth Hart
- Gulddreng
- Kim Larsen & Kjukken
- DJ Aligator
- Carpark North
- ItaloBrothers
- Phlake
- Djämes Braun
- Sort sol
- Østkyst Hustlers
- Sweet
- Smokie
- Walkers
- Og mange flere....